# Juan Palomino Morón
Juan Palomino Morón (geboren am 11. Oktober 2001 in Antequera) ist ein spanischer Handballspieler, der auf der Spielposition im linken Rückraum eingesetzt wird.

## Vereinskarriere
Palomino begann mit dem Handball bei BM Los Dólmenes Antequera, wo er in der Jugendmannschaft sowie ab Juni 2018, im Alter von 16 Jahren, auch mit der ersten Mannschaft (Conservas Alsur Antequera) in der División de Honor Plata, der zweiten spanischen Liga, auflief.
Im Jahr 2020 wechselte er zum FC Barcelona, wo er überwiegend in dessen zweiter Mannschaft (Barça Atlètic) in der División de Honor Plata, spielte. Bis 2022 bekam er auch vereinzelt Einsatzzeiten in der ersten Mannschaft: Palomino debütierte mit dieser in der Saison 2020/2021 der Liga Asobal, Spaniens erster Liga. Ab der Saison 2022/2023 lief er mit einem Leihvertrag für BM Logroño La Rioja auf. Zur Spielzeit 2024/2025 kam er zurück zum FC Barcelona. Palomino wechselt im Sommer 2025 zu Fraikin BM Granollers, dort erhielt er einen Zweijahresvertrag.
Mit den Teams aus Logroño und Barcelona nahm er an den europäischen Vereinswettbewerben EHF European League und EHF Champions League der Europäischen Handballföderation (EHF) teil. In der EHF Champions League 2021/2022 in einem Spiel aufgeboten, blieb er ohne Einsatz, Barcelona gewann diese Saison.
| Saison    | Liga           | Mannschaft            | Spiele                     | Tore                       | Anmerkung |
| --------- | -------------- | --------------------- | -------------------------- | -------------------------- | --- |
| 2020/2021 | Liga Asobal    | FC Barcelona          | 03                         | 02                         | Barcelona wurde spanischer Meister.                                                                                          |
| 2021/2022 | Liga Asobal    | FC Barcelona          | 06                         | 02                         | Barcelona wurde spanischer Meister. Palomino wurde in einer Partie der EHF Champions League 2021/2022 aufgeboten.            |
| 2022/2023 | Liga Asobal    | BM Logroño La Rioja   | 28                         | 070                        | Logroño belegte Platz 5 der Liga. Palomino spielte mit dem Team zwei Partien in der EHF European League 2022/2023.           |
| 2023/2024 | Liga Plenitude | BM Logroño La Rioja   | 30                         | 104                        | Logroño belegte Platz 4 der Liga. Palomino spielte mit dem Team fünf Partien (15 Tore) in der EHF European League 2023/2024. |
| 2024/2025 | Liga Plenitude | FC Barcelona          | Saison läuft               | Saison läuft               | Er gewann mit dem Team die Supercopa Ibérica 2024 Palomino spielt mit dem Team in der EHF Champions League 2024/25.          |
| 2025/2026 | Liga Plenitude | Fraikin BM Granollers | Saison startet Sommer 2025 | Saison startet Sommer 2025 | |

## Auswahlmannschaften
Er stand im Aufgebot spanischer Nachwuchsauswahlmannschaften der RFEBM. Sein erstes Spiel für Spanien absolvierte Palomino am 24. Juli 2017 mit der promesas selección.
Für die juvenil selección, die Jugendauswahl des Landes, lief er vom 27. Oktober 2017 bis 18. August 2019 insgesamt in 30 Partien auf und erzielte dabei 20 Tore. Er nahm mit dieser Auswahl an der U-18-Europameisterschaft 2018 (5. Platz) und der U-19-Weltmeisterschaft 2019 (7. Platz) teil.
Im Januar 2020 wurde Palomino in drei Spielen der Juniorennationalmannschaft eingesetzt, darin warf er drei Tore.

## Ehrungen
Jaun Palomino erhielt im Juli 2018 die Auszeichnung als bester Sportler Antequeras (Mejor Deportista Antequerano 2017/2018).

## Erfolge
- spanische Meisterschaft 2020/2021, 2021/2022 (jeweils wenig Einsätze)[4]
- EHF Champions League 2021/2022 (ohne Einsatz)[9]
- Supercopa Ibérica 2024[10]

## Privates
Palomino begann in Málaga eine Ausbildung in Krankenpflege.